# Курново
Курно́во (болг. Курново) — село у Врачанській області Болгарії. Входить до складу общини Роман.

## Населення
За даними перепису населення 2011 року у селі проживала 181 особа, з них 155 осіб (99,4%) — болгари.
Розподіл населення за віком у 2011 році:
Динаміка населення: